# Titanic: sangre y acero
Titanic: sangre y acero es una miniserie dramática de doce capítulos puesta al aire en abril de 2012 con motivo del centenario del hundimiento del RMS Titanic.
La serie tuvo su estreno el 15 de abril de 2012 en Alemania y Dinamarca, mientras que en Italia fue emitida a partir del 22 de abril. En España, comenzó a ser transmitida el 11 de julio de 2012 a través de Antena 3.

## Trama
La serie narra la vida de las personas que hicieron realidad el RMS Titanic, desde los obreros que lo construyeron hasta los magnates que financiaron el proyecto. El personaje principal es el doctor Mark Muir, un ingeniero naval que se traslada a Belfast tras convencer al magnate estadounidense JP Morgan que le permita formar parte de la construcción del proyecto naval más grande de la historia: la construcción del RMS Titanic. Mark, cuyo nombre verdadero es Marcus Malone, es originario de Belfast. Bajo su nuevo nombre e identidad, intenta ocultar a sus empleadores su pasado y el hecho de que es católico, debido a que estos provienen de la élite protestante de Belfast y desaprueban a los practicantes de esta religión. En el transcurso de la historia surge una historia de amor entre Mark y Sofia Silvestri, una inmigrante italiana.

## Reparto
- Kevin Zegers: Mark  Muir
- Alessandra Mastronardi: Sofia Silvestri
- Derek Jacobi: Lord William Pirrie
- Neve Campbell: Joanna Yaeger
- Ophelia Lovibond: Kitty Carlton
- Chris Noth: J. P. Morgan
- Billy Carter: Thomas Andrews
- Massimo Ghini:  Pietro Silvestri
- Valentina Corti: Violetta Silvestri
- Denise Gough: Emily Hill
- Gerard McCarthy: Ashley Stokes
- Charlotte Bradley: Mary McCann
- Caolan Byrne: Jimmy Smith
- Liam Cunningham: Jim Larkin
- Branwell Donaghey: Michael McCann
- Jonathan Forbes: Eddy Hatton
- Barry McEvoy: Chorley
- Liam McMahon: Arthur McAllister
- Gray O'Brien: Bruce Ismay
- Jack Walsh: Capataz Smith
- Martin McCann: Conor McCann
- Michael McElhatton: Albert Hatton
- Ian McElhinney: Sir Henry Carlton
- Edoardo Leo: Andrea Valle
- Joely Richardson: Condesa Markievicz
- Steve Gunn:  Bill Armstrong
- Neilí Conroy: Sra. O'Connell
- Terence Keelley: Jack Lowry
- Gonzalo Ramos: Rafael

## Episodios y audienciasAntena 3
| Capítulo | Fecha                            | Espectadores | Share |
| -------- | -------------------------------- | ------------ | ----- |
| 01       | 11 de julio de 2012              | 1.823.000    | 12,4% |
| 02       | 11 de julio de 2012              | 1.823.000    | 12,4% |
| 03       | 18 de julio de 2012              | 1.397.000    | 9,9%  |
| 04       | 18 de julio de 2012              | 1.397.000    | 9,9%  |
| 05       | 25 de julio de 2012              | 1.175.000    | 8,8%  |
| 06       | 25 de julio de 2012              | 1.175.000    | 8,8%  |
| 07       | 1 de agosto de 2012              | 1.123.000    | 8,2%  |
| 08       | 1 de agosto de 2012              | 1.123.000    | 8,2%  |
| 09       | 8 de agosto de 2012              | 862.000      | 6,5%  |
| 10       | 8 de agosto de 2012              | 862.000      | 6,5%  |
| 11       | 15 de agosto de 2012             | 805.000      | 7,2%  |
| 12       | 15 de agosto de 2012             | 805.000      | 7,2%  |
| TOTAL    |                                  |              |       |
| 12       | 11 de julio-15 de agosto de 2012 | 1.197.000    | 8,8%  |